# Josh Hoey
Josh Hoey (* 1. November 1999) ist ein US-amerikanischer Mittelstreckenläufer, der sich auf den 800-Meter-Lauf spezialisiert hat. 2025 wurde er über diese Distanz in Nanjing Hallenweltmeister.

## Sportliche Laufbahn
Josh Hoey wuchs in Downingtown in Pennsylvania auf und entschied sich nach der Schulzeit nicht für eine universitäre Sportkarriere, sondern unterschrieb einen Profivertrag bei adidas. Erste internationale Erfahrungen sammelte er im Jahr 2018, als er bei den U20-Weltmeisterschaften in Tampere mit 1:48,07 min im Halbfinale ausschied. Im Februar 2025 stellte er in New York City mit 1:43,24 min einen neuen Nordamerikarekord auf und lief damit nahe an den Hallenweltrekord von Wilson Kipketer heran. Im März startete er dann bei den Hallenweltmeisterschaften in Nanjing und siegte dort in 1:44,77 min.
2025 wurde Hoey US-amerikanischer Hallenmeister im 800-Meter-Lauf.

## Persönliche Bestzeiten
- 800 Meter: 1:43,80 min, 13. Juli 2024 in Kortrijk
  - 800 Meter (Halle): 1:43,24 min, 23. Februar 2025 in New York City (Nordamerikarekord)
  - 1000 Meter (Halle): 2:14,48 min, 18. Januar 2025 in Philadelphia (Nordamerikarekord)
- 1500 Meter: 3:38,63 min, 12. April 2024 in Gainesville
  - 1500 Meter (Halle): 3:33,66 min, 2. Februar 2025 in Boston